# Turno (województwo mazowieckie)
Turno – osada leśna w Polsce, położona w województwie mazowieckim, w powiecie białobrzeskim, w gminie Białobrzegi.
Na terenie osady znajduje się Ośrodek Konferencyjno-Pobytowy EMAUS Diecezji Radomskiej. W kaplicy Ośrodka umieszczone są relikwie św. Jana Pawła II i św. siostry Faustyny.